# Gerber (formato de archivo)
Gerber es un formato de archivo que contiene la información necesaria para la fabricación de la placa de circuito impreso o PCB. Se pueden crear con distintos programas de diseño electrónico como PCB Wizard, Eagle, DipTrace, Protel, KiCad o Altium Designer. El estándar más común hoy en día es el RS-274X, aunque existen otros menos frecuentes.
El formato de archivo Gerber fue desarrollado por Gerber Systems Corp., fundada por Joseph Gerber. El formato de archivo Gerber es ahora propiedad de Ucamco a través de la adquisición de Barco ETS, una compañía que previamente adquiridos Gerber Systems Corp. Ucamco lleva a cabo revisiones de la especificación de tiempo en tiempo.
La especificación actual de formato de archivo Gerber es la revisión 2015.10 de noviembre de 2015. Se puede descargar libremente desde la página de descarga Ucamco.
Hay dos versiones:
- Extended Gerber, o RS-274X, la versión actual, en uso común hoy en día.
- Standard Gerber, o RS-274-D, la versión anterior. Está incompleta y obsoleta, es sustituida por RS-274X.[6][1]

## Un ejemplo de un archivo Gerber
```
 G04 Shorter version of Gerber X2 Example Job 1, created by Filip Vermeire, Ucamco*
 %TF.FileFunction, Copper, Bot,L4*%
 %TF.Part, Single*%
 %FSLAX35Y35*%
 %MOMM*%
 %TA.AperFunction, Conductor*%
 %ADD10C,0.15000*%
 %TA.AperFunction, ViaPad*%
 %ADD11C,0.75000*%
 %TA.AperFunction, ComponentPad*%
 %ADD12C,1.60000*%
 %ADD13C,1.70000*%
 %SRX1Y1I0.00000J0.00000*%
 G01*
 G75*
 %LPD*%
 D10*
 X7664999Y3689998D02*
 X8394995D01*
 X8439999Y3734999D01*
 X9369999D01*
 D11*
 X7664999Y3689998D03*
 X8359999Y1874998D03*
 X9882998Y3650498D03*
 D12*
 X4602988Y7841488D03*
 D13*
 X10729976Y2062988D03*
 X10983976D03*
 X11237976D03*
 M02*

```

## Historia
Gerber fue creado por Gerber Systems Corporation, el mayor fabricante de impresoras utilizadas en este trabajo. El formato se estandarizó en 1980 por la Electronic Industries Association que recibió una descripción técnica de RS-274-D.
Es un formato diseñado para el control de las impresoras de transparencias (fotolito). Estas impresoras (también conocidas como fotoplotter) son de hecho máquinas de control numérico computarizado (CNC) que se mueven en un plano. Hay una intensa fuente de luz y un volante de varias posiciones que varía la forma del haz de luz. En cada posición de la rueda existen formas de aberturas cuadradas, elípticas, circulares, etc., y varios tamaños para cada una de las formas. La luz modulada con la forma se condensa en el fotolito a través de lentes.
El archivo en cuestión está en texto plano con el listado de movimientos de la fuente de luz abierta o cerrada (códigos G) y utilizando una de las formas / aberturas (códigos D) disponible, entre muchos otros comandos.
En 1991, el formato se amplió para incluir los códigos de "apertura", que permite a un expediente con la descripción de Gerber en un circuito completo e independiente, sin necesidad de archivos adicionales con información acerca de la forma y el tamaño de cada apertura, una lista de los agujeros, tolerancias, etc.